# 北見市立おんねゆ学園
北見市立おんねゆ学園（きたみしりつ おんねゆがくえん）は、北海道北見市留辺蘂町にある公立の義務教育学校。

## 沿革
- 2020年（令和2年）
  - 4月6日 - 温根湯中学校と温根湯小学校を統合し、開校。校舎は、温根湯中学校校舎を改修した上で使用する[1]。
  - 4月9日 - 開校式挙行。第一期生は54名[1]。
- 2021年（令和3年）
  - 3月15日 - 第1回卒業式挙行[2]。
  - 3月25日 - 最初の修了式と離任式挙行[2]。

## 周辺
- 国道39号
- 無加川
- 旧温根湯小学校 - 先述の通り、本校に通っていた児童は、旧温根湯中学校校舎へ通う。
- 道の駅おんねゆ温泉
- おんねゆ温泉つつじ公園
- 温根湯スポーツセンター
- 温根湯郵便局

## アクセス
- 北海道北見バス「北見温根湯」線で、「温根湯スポーツセンター」バス停下車後、徒歩約140m・約2分。